# نومورا مانسائی
نومورا مانسائی (انگلیسی: Nomura Mansai؛ زاده ۵ آوریل ۱۹۶۶) یک هنرپیشه اهل ژاپن است.